# Giulia Sendra
Giulia Clara Sendra (2004) es una deportista Argentina que compite en taekwondo.
Ganó una medalla de bronce en los Juegos Panamericanos de 2023, en la categoría de –49 kg. Además, obtuvo una medalla de plata en los Juegos Panamericanos Júnior de 2021, en la misma categoría.

## Palmarés internacional
| Juegos Panamericanos | Juegos Panamericanos | Juegos Panamericanos | Juegos Panamericanos |
| Año                  | Lugar                | Medalla              | Categoría            |
| -------------------- | -------------------- | -------------------- | -------------------- |
| 2023                 | Santiago (Chile)     | Medalla de bronce    | –49 kg               |